# Karschia kaznakovi
Espèce
Karschia kaznakovi est une espèce de solifuges de la famille des Karschiidae.

## Distribution
Cette espèce se rencontre au Turkménistan dans les monts Kuhitangtau et en Ouzbékistan dans les monts Zarafshan,..

## Description
Les mâles mesurent de 18 à 20 mm.

## Publication originale
- Birula, 1922 : Revisio analytica specierum asiaticarum generis Karschia Walter (Arachnoidea Solifugae). Annuaire du Musée Zoologique de l'Académie Impériale des Sciences de St.-Pétersbourg (Petrograd), vol. 23, p. 197-201 (texte intégral).